# Antiinflamator nesteroidian
Antiinflamatoarele nesteroidiene (prescurtate AINS) reprezintă o clasă de medicamente care au efecte analgezice și antipiretice, și, în doze mai mari, efecte antiinflamatoare. Înlătură sau diminuează unele simptome și semne ale inflamației în reumatism și în alte boli inflamatorii.

## Fiziopatologia durerii
Inflamația este un proces lung complex, reprezentat de fenomene de reacție ale organismului față de agresiunile fizice, chimice, infecțioase, sau față de reacțiile interne (alergie, autoimunitate).Ea poate fi împărțită în trei faze:
- inflamatia acuta: răspunsul inițial la agresiune inițială. Este mediată de autacoide: histamină serotonină, bradikinină, prostaglandine. leucotriene
- raspunsul imun este declanșat de antigeni, și poate fi folositor organismului
- inflamația cronică: se eliberează mediatori care nu intervin în răspunsul acut.Una dintre cele mai importante boli de acest gen este poliartrita reumatoidă în care inflamația cronică are drept rezultat durerea și distrugerea osului și cartilajului articular.

Lezarea tesuturilor duce la eliberarea enzimelor lizozomale, acidul arahidonic este eliberat și astfel sunt sintetizate eicosanoidele. Acidul arahidonic este transformat pe 2 căi
- Calea ciclooxigenazei  produce prostaglandine (PG), care sunt responsabile de efecte asupra vaselor sanguine, terminațiilor nervoase. Ciclooxigenaza are 2 izoforme: COX1 (acțiune homeostatică) și COX2 (enzimă ce apare în timpul inflamației și se pare că facilitează raspunsul inflamator).
- Calea lipooxigenazei care ducela leucotriene (LT), cu un puternic efect chemotactic asupra neutrofilelor, eozinofilelor, producînd de asemenea bronhoconstricție.

La locul leziunii tisulare por fi eliberate următoarele substanțe:
- amine: histamina, serotonina
- polipeptide: kinine-bradikinina, kalidina
- radicali liberi ai oxigenului: anionul superoxid este format de reducerea oxigenului molecular, ceea ce duce în final la formarea peroxidului de hidrogen sau radical hidroxil; acești compuși ai oxigenului interacționează cu acidul arahidonic dînd naștere la substanțe care perpetuează procesul inflamator.

## Clasificare
Se face în funcție de criteriile terapeutice și chimice
- Antiinflamatoare nesteroidiene (AINS): sunt substanțe care fac parte din grupa analgezice-antipiretice-antiinflamtoare, la care predomină efectul antiinflamator.

Se împart în următoarele categorii
- - Antiinflamatoare nesteroidiene clasice (generația I)
    - Acizi carboxilici:
      - Derivați de acid salicilic: acid acetilsalicilic, diflunisal, benorilat.
      - Derivați de acid acetic: 
        - derivati de acid fenilacetic: diclofenac, alclofenac, aceclofenac
        - derivați de acizi carbociclici și heterociclici acetici: indometacin, sulindac, lonazolac, ketorolac

      - Derivați de acid propionic: ibuprofen, flurbiprofen, naproxen, ketoprofen, dexketoprofen.
      - Derivați de acid fenamic: acid flufenamic, acid mefenamic, acid niflumic.

    - Acizi enolici
      - Pirazolone: aminofenazonă, fenazonă, fenilbutazonă, metamizol, propifenazonă
      - Oxicami: piroxicam, tenoxicam, lornoxicam, meloxicam

  - Antiinflamatoare nesteroidiene inhibitoare selective sau specifice de COX-2 (generația a II-a)
    - Blocante selective:meloxicam, nimesulidă
    - Blocante specifice (coxibi): celecoxib, parecoxib, etoricoxib; retrași de pe piață: rofecoxib,  valdecoxib, lumiracoxib.

O noua clasificare a antiinflamatoarelor este facută în 1999 De T. Warner, clasificare făcuta în spiritul conceptului COX-1/COX-2
| Clasa | Proprietăți                                                 | Exemple |
| ----- | ----------------------------------------------------------- | --- |
| 1     | AINS inhibitori ai COX1 și COX2, dar cu selectivitate redus | Aspirina, diclofenac, fenoprofen, flurbiprofen, indometacin, ibuprofen, ketoprofen, acid mefenamic, naproxen, piroxicam, sulindac |
| 2     | AINS inhibitori ai COX2 cu selectivitate de ordin 5-50      | Celecoxib, etodolac, meloxicam |
| 3     | AINS inhibitori ai COX2 cu selectivitate >50                | Rofecoxib |
| 4     | AINS inhibitori slabi ai ambelor izoforme                   | Acid 5-aminosalicilic, diflunisal, salicilat de sodiu, nabumetona, sulfasalazina                                                  |

## Farmacocinetică
Datorită diversității chimice , AINS au o gamă largă de caracteristici farmacocinetice. Posedă în principal următoarele proprietăți comune:
- majoritatea sunt acizi organici slabi
- sunt bine absorbite de organism, iar alimentele influențează puțin biodisponibilitatea
- majoritatea sunt metabolizate în proporție ridicată
- se elimină în principal pe cale renală, însă majoritatea intră și în circuitul enterohepatic
- majoritatea sunt iritante gastrice, procentul de iritare gastrica fiind proporțional cu cantitatea consumată

## Structuri chimice
Antiinflamatoare derivați de acid acetic

Diclofenac
Sulindac
Indometacin

Antiinflamatoare derivați de acid propionic

Ibuprofen
Flurbiprofen
Ketoprofen
Naproxen

Antiinflamatoare derivați de acizi arilantranilic (fenamat)
- Acid mefenamic
- Acid niflumic

Antiinflamatoare de tip oxicamic

Piroxicam
Tenoxicam Lornoxicam
Meloxicam

Acid mefenamic
Acid niflumic

Antiinflamatoare de tip butilpirazolidinic

Fenilbutazonă

Antiinflamatoare de tip coxib

Celecoxib
Rofecoxib
Parecoxib
Valdecoxib